# 生きる (谷川俊太郎)
「生きる」（いきる）は、谷川俊太郎の詩。詩集『絵本』（1956年、2010年（復刻普及版、澪標）に収録されているもの（14行）、『うつむく青年』（1971年）に収録されているもの（39行。空白行を除く）がある。後者は新実徳英や三善晃、大熊崇子によって合唱曲となった。
生きること、命というテーマを平易な言葉で謡った作品で、小学校の国語教科書、光村図書「国語 六 創造」にも採用されたほか、教育の場やテレビドラマなどで使われることがある。2017年には岡本よしろうの挿絵によって絵本化された。

## 合唱曲

### 新実徳英版
ト長調。第62回NHK全国学校音楽コンクール（1995年）高等学校の部の課題曲として、混声合唱版・女声合唱版・男声合唱版が同時に作曲された。のちに合唱曲集「空に、樹に…」に収録されたが、この曲の歌詞の冒頭から曲集のタイトルが付けられた。
作曲にあたり新実は、NHKのディレクターと「高校の課題曲は、そろそろア・カペラでやってみたいネ」と話し、1990年に同コンクールの課題曲が全部門新作書下ろしに統一されてからは初の無伴奏課題曲である。また「作曲にあたって私自身に課した課題は、先ず、歌い込むに足る美しい旋律・ハーモニー、第二に、高校生の皆さんにとっての新しい体験・チャレンジとなり得るものを含むこと」ともしている。
歌詞は以下の2つの詩から構成されている。
- 詩集『六十二のソネット』に収録されている「62」の第3連と第4連。
- 『うつむく青年』の「生きる」から、第3連（6行すべて）、第5連（後半3行）。第3連の冒頭2行は各連のはじめにも登場する。

### 三善晃版
ハ短調。ピアノ伴奏付き混声四部合唱曲として作曲され、合唱団「松江」2000の最後のステージにて初演された。「ピアノのための無窮連祷による」との副題がついている。同年、女声合唱団るふらんの委嘱により女声三部にも編曲された。合唱曲集「木とともに　人とともに」に収録されている。『うつむく青年』の「生きる」を歌詞としているが、作曲にあたって助詞が挿入されるなどの変更が行われている。
三善は混声版「木とともに人とともに」のまえがきで、この曲を「1999年大晦日午後から2000年元旦にかけて作曲した。1900年代最後の日、逝った友人たちを想いながらピアノを弾き続けているうちに、その音の流れのなかに谷川さんのこの詩の詩句が聴こえてきた」と述べている。

## ポエトリーラップ
- ポエトリーラッパーの不可思議/wonderboyが2011年に、『うつむく青年』版を下敷きにポエトリーラップとして編曲。谷川本人から音源化の許諾を受け[3]、同年3月14日に自主制作シングル「生きる」を50枚限定で販売。
- ポエトリーラッパーの春ねむりが2022年4月1日に、谷川本人から許諾を得て「生きる」の一部を朗読で引用している「生きる」を配信で発売[4]。